# Symphurus tessellatus
Symphurus tessellatus is een  straalvinnige vissensoort uit de familie van hondstongen (Cynoglossidae). De wetenschappelijke naam van de soort is voor het eerst geldig gepubliceerd in 1824 door Jean René Constant Quoy en Paul Gaimard.  De soort werd ontdekt in de baai van Rio de Janeiro (Brazilië) op de expeditie van de Franse korvetten l'Uranie en la Physicienne van 1817-1820.
Deze vis komt voor in brak water, baaien en inhammen van de westelijke Atlantische Oceaan, van de Caraïben tot Uruguay.